# Neomusik
Neo betyder i musiksammanhang modern och är ett begrepp som används för att underlätta klassificering av ny och äldre musik. Neo sätts framför den äldre genren som i neo-progressive rock eller neo-psychedelia.

## Genrer

### Neo–psychedelia
Neo-psychedelia (också kallat modern psykedelisk rock, psy eller psych) är en modern efterföljare av 1960-talets psykedeliska rock. Den moderna neo-psykedeliska rocken består av långa melodier och underliga elektriska ljud; ibland är musiken också relaterad till indierock. Det som skiljer den neo-psykedeliska rocken från den psykedeliska rocken är mera användande av elektriska ljud (som numera är mer lättillgängligt än 1960) och mindre användande av orientaliska instrument som sitar.

### Neo-progressive rock
Neo-progressive rock skiljer sig inte speciellt mycket från den progressiva rocken, bortsett från att den har ett sound mera influerat från moderna musikstilar som metal och punk.